# Le Vicel
Le Vicel é uma comuna francesa na região administrativa da Normandia, no departamento Mancha. Estende-se por uma área de 4,73 km². Em 2010 a comuna tinha 123 habitantes (densidade: 26 hab./km²).